# FK Slovan Šakalí hněv Moravská Třebová
FK Slovan Šakalí hněv Moravská Třebová je český klub sálového fotbalu, hrající Celostátní ligu. Založen byl v roce 2010.

## Týmové úspěchy
Největšími dosavadními úspěchy Šakalů, jak je klubu též přezdíváno, je druhé místo v celostátní lize sálového fotbalu v ročníku 2021/2022 , třetí místo na evropské Lize mistrů v italské Novaře (červen 2023), druhé místo na Poháru UEFS v sálovém fotbale (květen 2019, Lloret Mar, SPA). 
Další velké úspěchy zapsali třebovští futsalisté v českém poháru, kde dokázali získat kompletní sbírku medailí. První místo Šakali vybojovali 3. února 2018 v Mohelnici, druhé místo brali 7. února 2015 ve Valticích. a třetí místo získali 8. února 2020 v Luhačovicích.
Valtický turnaj v roce 2015 katapultoval Šakalí hněv do nejvyšší tuzemské soutěže.
V této přelomové sezóně si klub vybojoval i účast na mezinárodním poli a to v Poháru UEFS ve španělském Lloret de Mar, kde skončil na 10. místě. 
Mezi sezónami 2015/2016 až 2017/2018  měl klub v soutěžích pořádaných Českou federací sálového fotbalu - futsalu dokonce dva týmy: A mužstvo hrající Celostátní ligu a B mužstvo hrající Východočeskou krajskou ligu. To svou soutěž v sezóně 2017/2018 vyhrálo.
Další klubovými úspěchy jsou první (2017/18) a třetí místo (2014/15) v dlouhodobé části Vč. krajské ligy a probojování se na Národní finále poháru 2013/14, které se uskutečnilo ve Skutči.

## Pořadatelství významných akcí
V únoru 2016 pořádal klub v Litomyšli Národní finále Českého poháru v sálovém fotbale - futsalu.
V únoru 2018 pořádal klub v Mohelnici Národní finále Českého poháru v sálovém fotbale - futsalu.
V březnu 2023 pořádal klub v Litovli FINAL FOUR – celostátní ligy v sálovém fotbale.

## Soupiska
Aktuální k datu: 2022/2023
| Číslo |       | Pozice          | Hráč            |
| ----- | ----- | --------------- | --------------- |
|       | Česko | Brankář         | David Vykydal   |
|       | Česko | Univerzál       | Robin Matocha   |
|       | Česko | Univerzál       | Jan Vogl        |
|       | Česko | Univerzál       | Jaromír Štaffa  |
|       | Česko | Univerzál       | Martin Lasovský |
|       | Česko | Univerzál       | Michal Sedláček |
|       | Česko | Útočník         | Petr Bambušek   |
|       | Česko | Univerzál       | Václav Novotný  |
|       | Česko | Útočník         | Vojtěch Pazdera |
|       | Česko | Univerzál       | Petr Brázdil    |
|       | Česko | Trenér          | Jan Trefil      |
|       | Česko | Prezident klubu | Petr Matoušek   |

## Umístění v jednotlivých sezonách
| Sezóny    | Liga                   | Úroveň        | Celkové umístění | Poznámky |
| --------- | ---------------------- | ------------- | ---------------- | -------- |
| 2010/2011 | Vč. krajská liga       | 2             | 4.               |          |
| 2011/2012 | Vč. krajská liga       | 2             | 7.               |          |
| 2012/2013 | Vč. krajská liga       | 2             | 10.              |          |
| 2013/2014 | Vč. krajská liga       | 2             | 4.               |          |
| 2013/2014 | Český pohár            | 1             | 6.               |          |
| 2014/2015 | Vč. krajská liga       | 2             | 3.               |          |
| 2014/2015 | Český pohár            | 1             | 2.               |          |
| 2015/2016 | Celostátní liga        | 1             | 8.               |          |
| 2015/2015 | UEFS cup (SPA)         | Evropská liga | 10.              |          |
| 2015/2016 | Český pohár            | 1             | 8.               |          |
| 2015/2016 | Vč. krajská liga       | 2             | 8.               | B        |
| 2016/2017 | Celostátní liga        | 1             | 7.               |          |
| 2016/2017 | Vč. krajská liga       | 2             | 5.               | B        |
| 2017/2018 | Celostátní liga        | 1             | 6.               |          |
| 2017/2018 | Český pohár            | 1             | 1.               |          |
| 2017/2018 | Vč. krajská liga       | 2             | 1.               | B        |
| 2018/2019 | Celostátní liga        | 1             | 6.               |          |
| 2018/2019 | UEFS cup (SPA)         | Evropská liga | 2.               |          |
| 2018/2019 | Český pohár            | 1             | 6.               |          |
| 2019/2020 | Celostátní liga        | 1             | 6.               |          |
| 2019/2020 | Český pohár            | 1             | 3.               |          |
| 2021/2022 | Celostátní liga        | 1             | 2.               |          |
| 2022/2023 | Celostátní liga        | 1             | 5.               |          |
| 2022/2023 | Champions League (ITA) | Liga mistrů   | 3.               |          |